# Ol'ga Bogoslovskaja
Ol'ga Michajlovna Bogoslovskaja (in russo Ольга Михайловна Богословская?; Mosca, 20 maggio 1964) è un'ex velocista russa, fino al 1991 sovietica.
In carriera è stata campionessa mondiale della staffetta 4×100 metri a Stoccarda 1993.

## Record nazionali

### Seniores
- Staffetta 4×100 metri: 41"49 ( Stoccarda, 22 agosto 1993) (Ol'ga Bogoslovskaja, Galina Mal'čugina, Natal'ja Pomoščnikova-Voronova, Irina Privalova)

## Palmarès
| Anno                                      | Manifestazione  | Sede       | Evento      | Risultato        | Prestazione | Note             |
| ----------------------------------------- | --------------- | ---------- | ----------- | ---------------- | ----------- | ---------------- |
| In rappresentanza della Squadra Unificata |                 |            |             |                  |             |                  |
| 1992                                      | Giochi olimpici | Barcellona | 100 m piani | Semifinale       | 11"45       |                  |
| 1992                                      | Giochi olimpici | Barcellona | 4×100 m     | Argento          | 42"16       |                  |
| In rappresentanza della Russia            |                 |            |             |                  |             |                  |
| 1993                                      | Mondiali indoor | Toronto    | 60 m piani  | Semifinale       | 7"31        |                  |
| 1993                                      | Mondiali        | Stoccarda  | 100 m piani | Quarti di finale | 11"32       |                  |
| 1993                                      | Mondiali        | Stoccarda  | 4×100 m     | Oro              | 41"49       | Record nazionale |

## Altre competizioni internazionali
1993
- Coppa Europa di atletica leggera ( Roma)